# Enfermedad del pico y las plumas de los psitaciformes

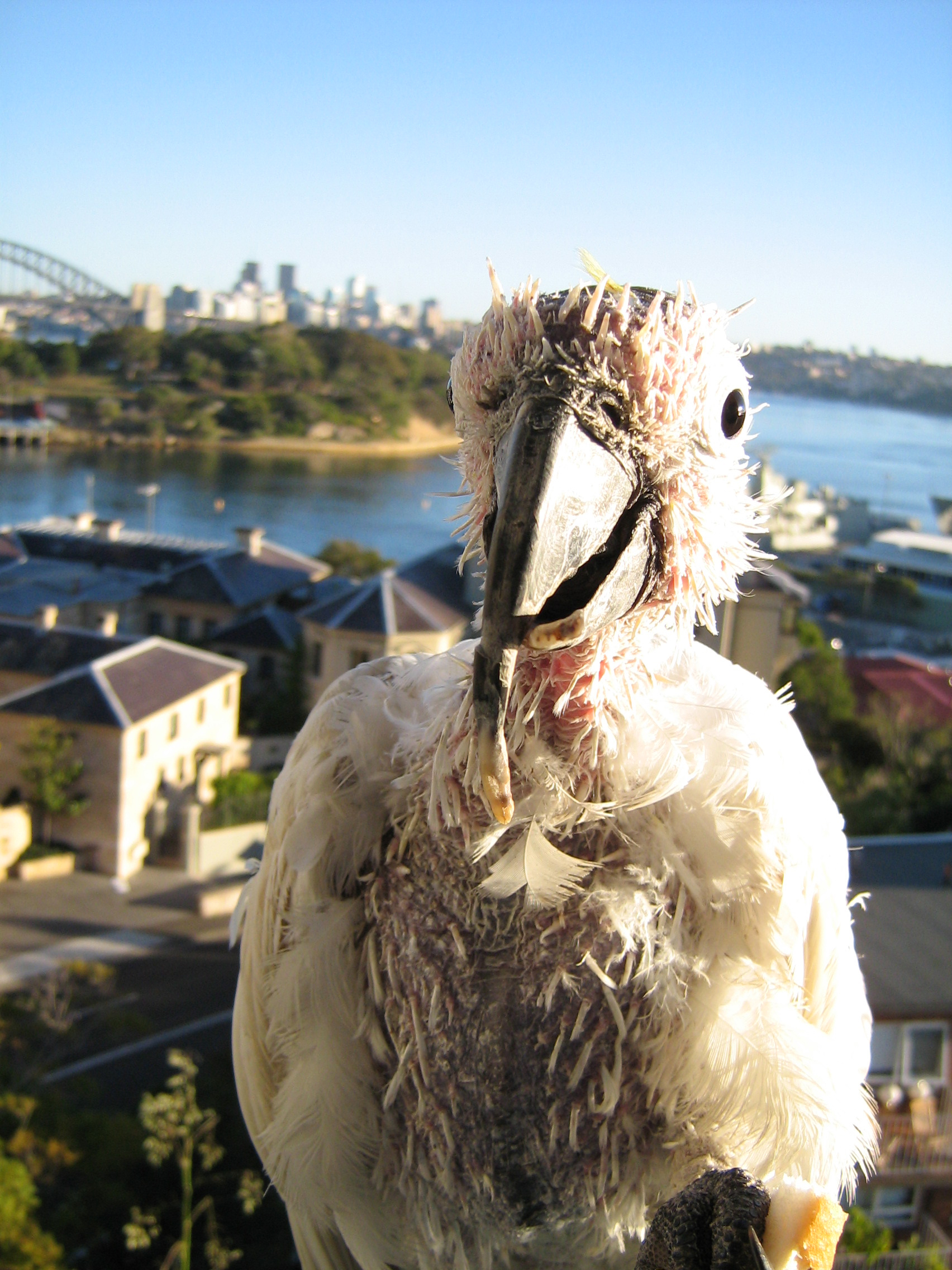
Cacatúa Galerita con la enfermedad del pico y las plumas de las psitaciformes; la pérdida de plumas y el crecimiento distorsionado del pico son característicos.

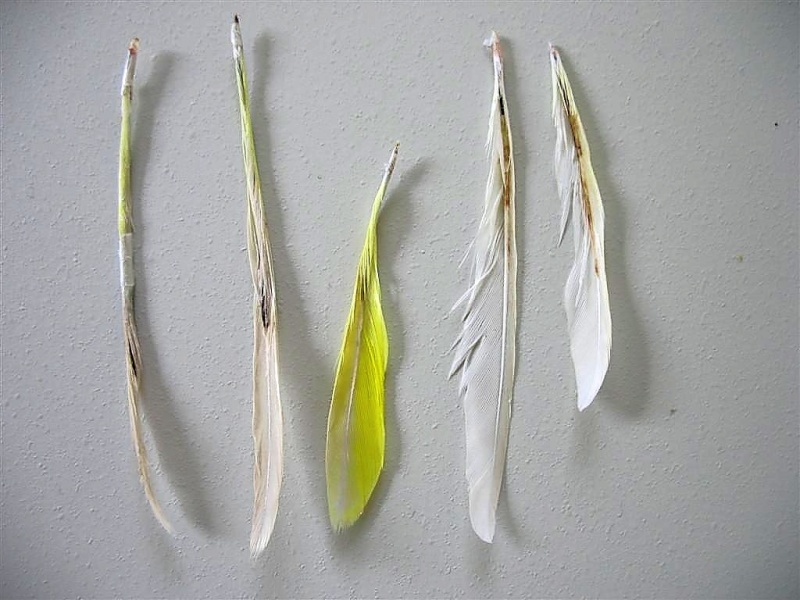
PBFD plumas de un periquito

La enfermedad del pico y las plumas de las psitaciformes (PBFD) es una enfermedad viral (virus BFD) que afecta a todos los loros del Viejo Mundo y de América. El virus ataca las células del crecimiento de los folículos de las plumas, del pico y las garras de las aves psitaciformes (loros y similares), causando progresiva malformación y necrosis de las plumas. En estados avanzados de la enfermedad, las plumas desarrollan constricciones en el raquis, cesando tempranamente su desarrollo hasta que eventualmente cesa todo crecimiento de las plumas. 
El pico y las uñas son afectadas en dirección opuesta: crecimiento excesivo, malformación y desarrollo de tejido necrótico El cuarteo y descamación de las capas exteriores permiten que ocurran infecciones de hongos y complican aún más el cuadro. La necrosis de las capas interiores del pico puede ser causa de su ruptura, en cuyo caso el ave será incapaz de alimentarse.
La enfermedad tiene también un efecto inmunosupresivo general en el ave, abriendo el camino para infecciones virales y bacterianas sistémicas secundarias, las que suelen ser la causa de la muerte, y no el virus de la PBFD por sí mismo.

## El virus
El primer reporte de aves desplumadas, y de aspecto sucio en los matorrales australianos lo hizo en 1907 Edwin Ashby. El describió el brote de PBFD en Pericos Dorsirrojos silvestres en colinas de Adelaida, Australia del Sur en 1888.
Por años, los australianos al ver aves como estas habían pensado que su padecimiento era causado por una dieta exclusiva en semillas de girasol, las que son a menudo la fuente principal de alimento de las cacatúas australianas silvestres. Ahora se sabe que esto es falso.
EL virus causante de la enfermedad fue aislado y caracterizado por primera vez por investigadores Dr. Pass y Dr. Ross Perry de la Universidad de Sídney, que continuaron trabajando sobre esto en la Universidad de Georgia, Estados Unidos, la Universidad de Sídney y la Universidad Murdoch en Perth, Australia Occidental. El virus fue denominado PCV (Psittacine Circovirus), pero fue luego renombrado a "Virus de la Enfermedad del Pico y las Plumas", o BFDV. Esto se debe en parte a la investigación que confirmó que este virus es ciertamente el causante de la enfermedad, y en parte para evitar confusión con el circovirus porcino, también abreviado PCV. El BFDV es de forma circular, pertenece a la familia Circoviridae, mide 16nm de diámetro y consiste de una única hebra de ADN, de longitud entre 1992 y 2018 nucleótidos.
Existen corrientemente dos pruebas diagnósticas disponibles para el BFDV. La prueba basada en la reacción en cadena de la polimerasa (PCR) es muy sensible, y puede detectar el virus en cantidades extremadamente pequeñas, siempre que las muestras a probar sean confiables. La segunda prueba de diagnóstico realmente da el conteo viral y el conteo de anticuerpos (ensayo de hematoaglutinación/inhibición de hematoaglutinación), pero no es tan sensible como la prueba basada en PCR.
El virus permanece en el ambiente por muchos años y es resistente a la mayoría de los desinfectantes.

## Vías de infección
La enfermedad se adquiere usualmente por los pichones de sus padres (transmisión vertical) o de otros miembros de su bandada (transmisión horizontal). Las aves adultas que se ponen en contacto con el virus suelen desarrollar resistencia (aunque no siempre), pero el virus es mantenido en sus cuerpos y, en la mayoría de los casos, es excretado en las heces y restos de plumas por el resto de la vida.
Las aves recién nacidas no tienen su sistema inmune funcionando a capacidad plena hasta que tienen varias semanas de vida, lo que las hace muy susceptibles al virus PBFD. El virus les puede ser transferido con las secreciones del buche, heces frescas y secas y por partículas de la piel.

## Manifestaciones de la enfermedad
La forma aguda de la enfermedad se manifiesta por letargo, pérdida de apetito, vómito y diarrea. Debido a la severa supresión del sistema inmune, se desarrollarán múltiples infecciones virales y bacterianas secundarias, las cuales causarán la muerte en dos o cuatro semanas.
La única forma de confirmar el virus en las formas agudas de la enfermedad parece ser la autopsia. La forma aguda de la enfermedad no tiene los característicos signos de pérdida de plumas y progresa demasiado rápido para dar tiempo a ninguna otra cosa.
La forma crónica de la enfermedad tiene lugar si el sistema inmune del ave consigue levantar alguna forma de defensa contra el virus y las infecciones secundarias. Los síntomas característicos en las plumas requieren tiempo para su desarrollo, y solo empiezan a aparecer luego de la primera muda. En algunas especies que tienen plumón pulverulento, estos síntomas aparecerán inmediatamente, dado que este es continuamente renovado.
El Dr. Ross Perry FACVSc (salud aviar) señala que el patrón de enfermedad y probablemente de remisión espontánea varía marcadamente entre las especies: en Periquito Común, Inseparables, loris y Loro Ecléctico se presenta con enfermedad aguda y sub-aguda y están entre las más probables que puedan recuperarse clínicamente solo a base de "dieta balanceada", usualmente consistente en bolitas o migajas de buenas formulaciones orgánicas suplementadas con un poco de una porción verduras orgánicas frescas, vegetales, fruta, y en darles un poco de cuidado delicadamente afectuoso durante una a dos mudas.
En las cacatúas grandes de Australia y Nueva Guinea, el signo más inmediato de la enfermedad crónica por el virus de la PBFD (o BFDV) es la pérdida del plumón pulverulento. En otras especies más pequeñas como las cacatúas coloreadas, Loro Ecléctico, Papagayo Australiano, y muchas especies de loris, el primer signo la decoloración de la pluma. Los loros coloridos parecen ser menos afectados por la enfermedad, a menudo son capaces de recuperarse espontáneamente. Para las especies de cacatúas blancas, el pronóstico es mucho más complicado.
En Australia, las cacatúas silvestres se han adaptado muy bien al ambiente urbano y son habituales en los suburbios. Es bastante común que una bandada tengan uno o más miembros afectados por la PBFD, sin plumas de la cresta, con algunas plumas faltantes de las alas y/o la cola, etc.

## Amenaza
El virus PBFD tiene potencial para volverse una amenaza mayor para los loros silvestres y para la avicultura moderna, debido al incremento del comercio internacional de aves legal e ilegal. Los casos de PBFD se han reportado ahora en todos los continentes en al menos cuarenta y dos especies de psitaciformes, y esto es probable que se incremente. Al menos treinta y ocho de cincuenta especies nativas de Australia son afectadas por PBFD,[cita requerida] tanto en cautiverio como silvestres. En 2004, la PBFD ha sido incluida en la lista de procesos de amenaza claves por el gobierno australiano para la supervivencia de cinco especies en peligro de extinción, incluida una de las pocas especies remanentes de loros migratorios, el periquito ventrinaranja del cual se estima que quedan unas sesenta parejas reproductoras (en 2006). Una vacuna de virus muerto experimental se ha producido,[cita requerida] pero su desarrollo sucesivo para refinarla y hacerla comercialmente disponible está progresando lentamente debido a la falta de financiamiento.

## Tratamiento
No existe actualmente ningún tratamiento específico para el virus. La vacuna experimental ha demostrado proveer protección contra el virus, pero es probable que acelere la enfermedad en loros ya infectados con el virus.[cita requerida]

## Atención de apoyo a aves mascotas enfermas
En primer lugar, si un ave está infectada y es mantenida con otras varias aves, el ave debe ser cuarentenada y los aviarios desinfectados. Esto para prevenir el contagio a las otras aves. Las intervenciones terapéuticas pueden limitarse solo al tratamiento de infecciones secundarias (bacterianas/micóticas). El ave individual puede a veces recuperarse, pero debe observarse que esto es raro. Si solo las plumas están afectadas y el ave no sufre de otros signos, puede existir una vida aceptable. Pero si el pico del ave o sus uñas se afectan, la mayoría de los veterinarios sugerirán sacrificar el animal. Desafortunadamente no se han encontrado terapias todavía. El manejo de la enfermedad se basa por lo tanto mayormente en la prevención. Cada nueva ave que entra al aviario con otras aves debe ser cuarentenada primero y ser aplicada una prueba diagnostica para el virus PBFD. Las aves que son portadoras conocidas no deben ser introducidas en el nuevo aviario, especialmente si en este existen aves jóvenes.